# MV Krait
MV Krait – drewniany trawler używany przez australijskie siły specjalne (Z Special Unit) w okresie II wojny światowej, wziął udział w operacji Jaywick. Nazwa „Krait” pochodzi od potocznej nazwy węży rodzaju Bungarus.

## Historia
„Krait” został zbudowany jako „Kofuku Maru” i początkowo należał do japońskiej firmy rybackiej w Singapurze. Po upadku Singapuru był używany w akcjach ratunkowych i transporcie uciekinierów, łącznie na jego pokładzie ewakuowano około 1100 osób.
Po upadku Holenderskich Indii Wschodnich przepłynął najpierw do Indii, a później do Australii, gdzie jako oryginalnie japoński statek został wybrany do udziału w operacji Jaywick.
Po wojnie „Krait” został sprzedany i używany był do transportu drewna w Borneo. W 1962 został rozpoznany jako statek, który brał udział w rajdzie komandosów, i powrócił do Australii. Obecnie jest statkiem muzeum w Australian National Maritime Museum.